# Cinquième gouvernement de l'État espagnol
Royaume d'Espagne
Franco IV Franco VI
Le Cinquième gouvernement de l'État espagnol (Quinto gobierno del Estado español) était le gouvernement du royaume d'Espagne, du 18 juillet 1945 au 18 juillet 1951.

## Composition
| Poste                                                                     | Titulaire                                     |
| ------------------------------------------------------------------------- | --------------------------------------------- |
| Président du gouvernement                                                 | Francisco Franco                              |
| Ministres                                                                 |                                               |
| Ministre des Affaires étrangères                                          | José Félix de Lequerica Alberto Martín-Artajo |
| Ministre de la Justice Ministre, secrétaire général du Mouvement national | Raimundo Fernández Cuesta                     |
| Ministre de l'Armée de terre                                              | Fidel Dávila Arrondo                          |
| Ministre de l'Armée de l'air                                              | Eduardo González-Gallarza                     |
| Ministre de la Marine                                                     | Francisco Regalado Rodríguez                  |
| Ministre de l'Industrie et du Commerce                                    | Juan Antonio Suanzes                          |
| Ministre du Gouvernement                                                  | Blas Pérez González                           |
| Ministre des Travaux publics                                              | José María Fernández-Ladreda                  |
| Ministre de l'Agriculture                                                 | Carlos Rein Segura                            |
| Ministre du Travail                                                       | José Antonio Girón de Velasco                 |
| Ministre de l'Éducation                                                   | José Ibáñez Martín                            |
| Ministre des Finances                                                     | Joaquín Benjumea                              |